# Carlo da Fogliano

Stemma dei Da Fogliano.

Carlo da Fogliano, de Foliano (Reggio Emilia, 1350 circa – 1425 circa), è stato un condottiero italiano del XV secolo.

## Biografia
Carlo da Fogliano, uomo d'armi e capitano, combatté da protagonista nei conflitti che, a cavallo tra il XIV e e il XV secolo, coinvolsero i Terzi di Parma,  i Visconti e gli Estensi per il possesso di Reggio nell'Emilia. Nacque intorno al 1350, figlio di Guido Savina (II) e di Camilla da Canossa.
Carlo sposò nel 1374 una figlia naturale di Bernabò Visconti, Isotta, a lui promessa quand'era ancora fanciulla, ma otto anni dopo la ripudiava per cui i rapporti con il duca di Milano inevitabilmente si guastarono. In grazia di quel matrimonio il da Fogliano aveva ottenuto  "li sui castelli con molti capitoli utili et notabili"  e con la permissione del Visconti, nel 1377, aveva restaurato la rocca di Salvaterra, che apparteneva alla comunità di Reggio.
Carlo da Fogliano partecipò, assieme ai figli di Boccadoro da Fogliano, all'assassinio, consumato il 5 luglio 1395 nella chiesa del castello di Rondinara di Niccolò da Fogliano. Non riuscì però, com'era nelle intenzioni, a ucciderne i figli e a impadronirsi della rocca. Alla fine del mese successivo, il 24 agosto, ancora Carlo ma unitamente a Giberto da Fogliano e ai superstiti i figli di Niccolò, catturò e uccise il Boccadoro nel suo castello di Viano. S'impadronì quindi di quel castello e di quello di San Romano. Qui Carlo, che esercitò sempre un ruolo indipendente ed avverso rispetto ai restanti esponenti della famiglia dei Fogliano, tradizionalmente subordinati e legati alla casa d'Este, allora personalmente in pessimi rapporti con Niccolò III d'Este accolse i proscritti modenesi e reggiani contrari agli estensi.
Dopo la morte improvvisa di Gian Galeazzo Visconti, avvenuta nel settembre 1402, Reggio era stata affidata a Jacopo o Giacomo Terzi, il fratello Ottobuono. Allorché Niccolò III d'Este tentò d'impadronirsi della città mandandovi Uguccione dei Contrari, signore di Vignola al comando dei suoi armati,  la città insorse costringendo i ducali ad arroccarsi nella fortezza. Carlo da Fogliano schierò a sostegno dei Visconti il futuro genero, Ottobuono de' Terzi, signore di Parma e di Reggio, del quale diverrà il più ascoltato consigliere. Costretti i Ferraresi alla ritirata, Reggio passò sotto il controllo politico di Ottobuono. Nel giugno 1403 la duchessa madre Caterina Visconti e il suo pupillo nominarono commissari ducali per Reggio, Jacopo ovvero Giacomo Terzi  e il fratello Ottobuono. La loro signoria durerà dal 29 giugno 1403 alla Pasqua del 1409.
Il 1º dicembre 1405, a Parma, Carlo da Fogliano diede in sposa a Ottobuono de' Terzi, la figlia Francesca, avuta nel suo primo matrimonio con Isotta Visconti. Il 6 dicembre 1406 da quel matrimonio nascerà Niccolò Carlo che, dopo l'assassinio del padre, nel 1409 sarà signore di Parma per venti giorni.
Nel 1406 Carlo da Fogliano, ancora ostile a Niccolò III d'Este e al suo capitano Uguccione dei Contrari, era schierato in difesa di Obizzo da Montegarullo e dei suoi castelli. 
Ad agosto 1407 incoraggiò il genero Ottobuono a nuove incursioni a danno delle terre degli Estensi nel Modenese. Nel medesimo anno, a fine settembre, nuovi accordi in fase di stipulazione fra Ottobuono de' Terzi e Niccolò III d'Este, furono affossati su istigazione di Carlo.
Nella primavera del 1408 sempre più influente nell'ispirare il genero, Carlo lo spinse ad invadere e saccheggiare i territori estensi e a tentare d'impadronirsi della città di Modena. Nel contempo, su un fronte di pace, il da Fogliano rappresentò Ottobuono nelle trattative, concluse il 5 aprile di quello stesso anno, che stabilivano un nuovo accordo con i Rossi di Parma, ove i Terzi s'erano sostituiti violentemente ai Rossi.
Niccolò III d'Este reagì, il 13 maggio 1408, alleandosi con Pandolfo Malatesta e Gabriele Fondulo e il sempre ondivago Giovanni Maria Visconti, per cercare una soluzione definitiva e portare la guerra contro Ottobuono de' Terzi Nel corso di quella campagna militare ebbe un ruolo di primo piano Muzio Attendolo Sforza che invase i feudi di Carlo da Fogliano, la cui rocca di Dinazzano fu conquistata e quindi incendiata.
Fino alla primavera del 1409 si susseguirono scontri e violenze finché il 27 di maggio, lunedì della Pasqua, fu concordato un incontro con il marchese di Ferrara per patteggiare un armistizio
Il luogo del convegno fu fissato nelle campagne sopra Rubiera, sulla strada tra Modena e Pontalto , a Bagno presso un ponte che attraversa la via Emilia. Niccolò d'Este aveva nascosto suoi armati in un bosco vicino al sito dell'appuntamento. Ottobuono de' Terzi, accompagnato dal figlio Niccolò Carlo, ancora fanciullo, recato in sella dallo zio Giacomo e protetto dal nonno materno Carlo da Fogliano, era scortato da un centinaio di cavalieri. Altrettanti ne aveva il marchese di Ferrara, al quale si affiancava Uguccione dei Contrari signore della Rocca di Vignola e Muzio Attendolo Sforza. Mentre i due signori, di Ferrara e di Parma, erano impegnati nello scambio dei rituali convenevoli, lo Sforza colpì mortalmente a tradimento, alle spalle, Ottobuono de' Terzi.
In quelle circostanze Carlo da Fogliano riuscì a fuggire assieme a Giacomo Terzi e alla scorta, portando in salvo entro le mura di Parma il giovanissimo nipote Niccolò Carlo, figlio di Ottobuono. Altre notizie di Carlo, successive a questi accadimenti, si accompagnano alle vicende di Jacopo ovvero Giacomo Terzi, fratello di Ottobuono.
Carlo da Fogliano morì attorno al 1425.